# フランク・P・マホニー
フランク・P・マホニー（Frank P. Mahony、本名: Francis Mahony、1862年12月4日 - 1916年6月28日）はオーストラリアの画家、イラストレーターである。雑誌の挿絵などを描き、馬の描写が得意であった。本名は Francis Mahonyであるが 後に"Prout"のミドルネームを用いるようになり、作品に "Frank P. Mahony"の署名をした 。

## 略歴
メルボルンでアイルランド出身の建築家とコーンウォール出身の母親の間に生まれた。10歳でシドニーに移り、建築事務所で製図工として働き始め、シドニーの美術学校(New South Wales Academy of Art)でイタリア人の画家、ジュリオ・アニヴィッティ(Giulio Anivitti)から絵を学んだ。 アンドリュー・ガラン(Andrew Garran)が編集して1886年に出版されたオーストラリアの風景画集「Picturesque Atlas of Australia」の作画者として雇われ、画家、イラストレーターとして働くようになった。
シドニーの有力な雑誌「The Bulletin」の挿絵画家になり、特に馬の描写に人気があった。月刊誌「The Antipodean」や「Australian Town and Country Journal」にも挿絵を描いた。詩人のBarcroft Boakeの詩集やヘンリー・ローソンの著作、Ethel Pedleyの子供向け書籍の挿絵を描いた。油絵もある程度評価され、作品がニュー・サウス・ウェールズ州立美術館に買い上げられた。1895年にシドニー美術協会の設立に貢献し、ニュー・サウス・ウェールズ美術協会で教師も務めた。1897年に結婚した。
1901年に家族とイギリスに移ったが、イギリスでは仕事の依頼は少なかった。1916年にロンドンで癌で死去した。

## 作品

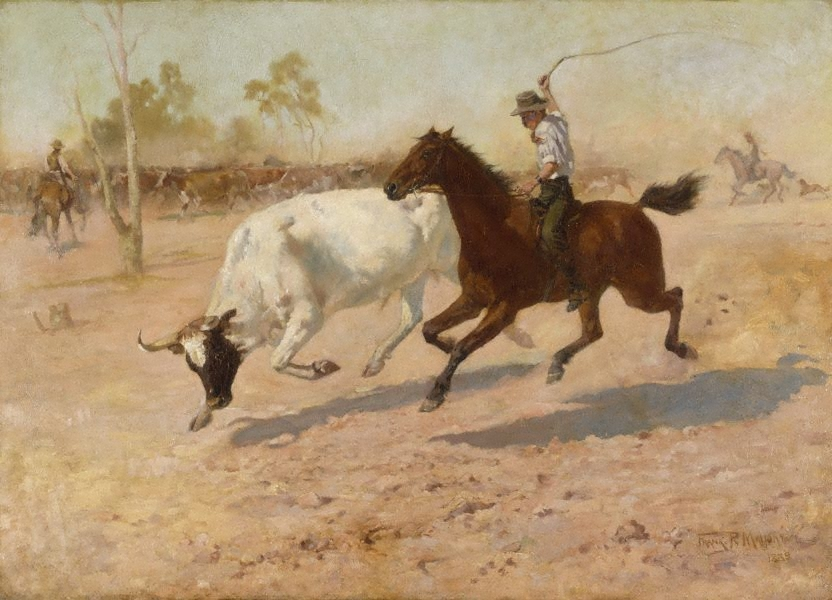
群れから離れた牛の回収 (1889)
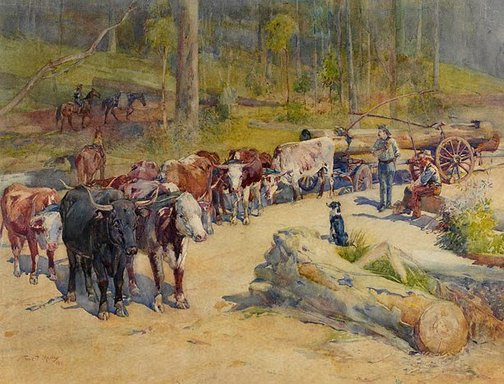
Bullock (1891)
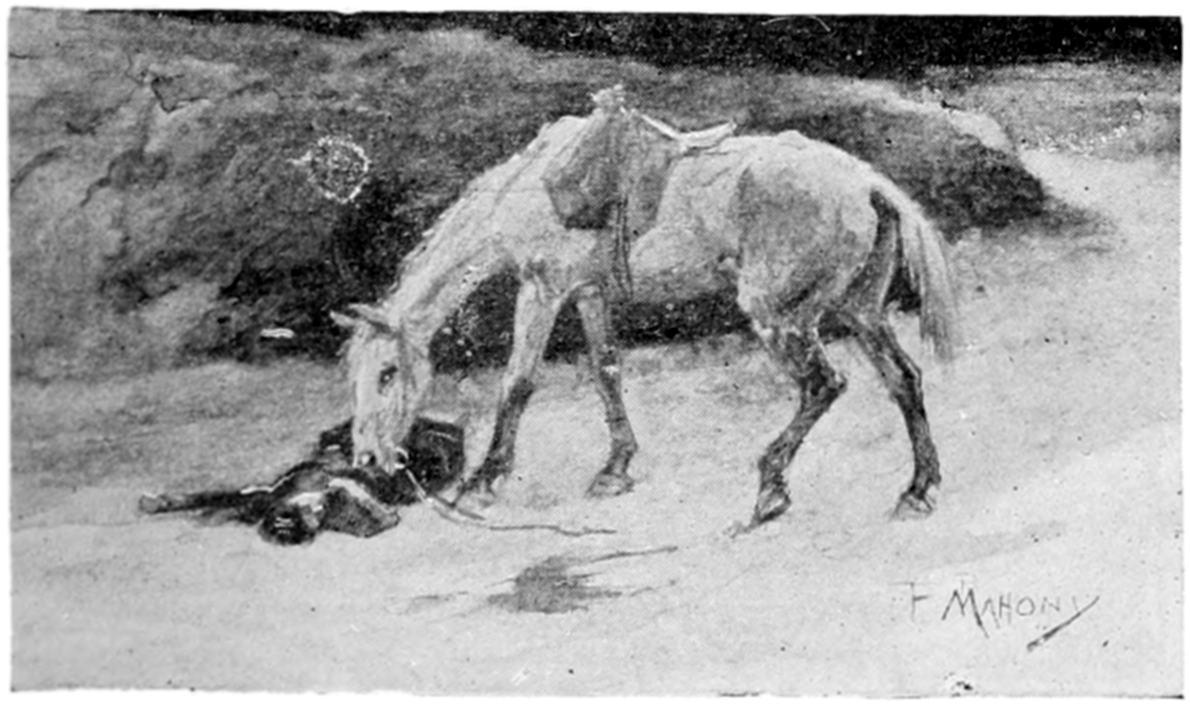
詩集挿絵

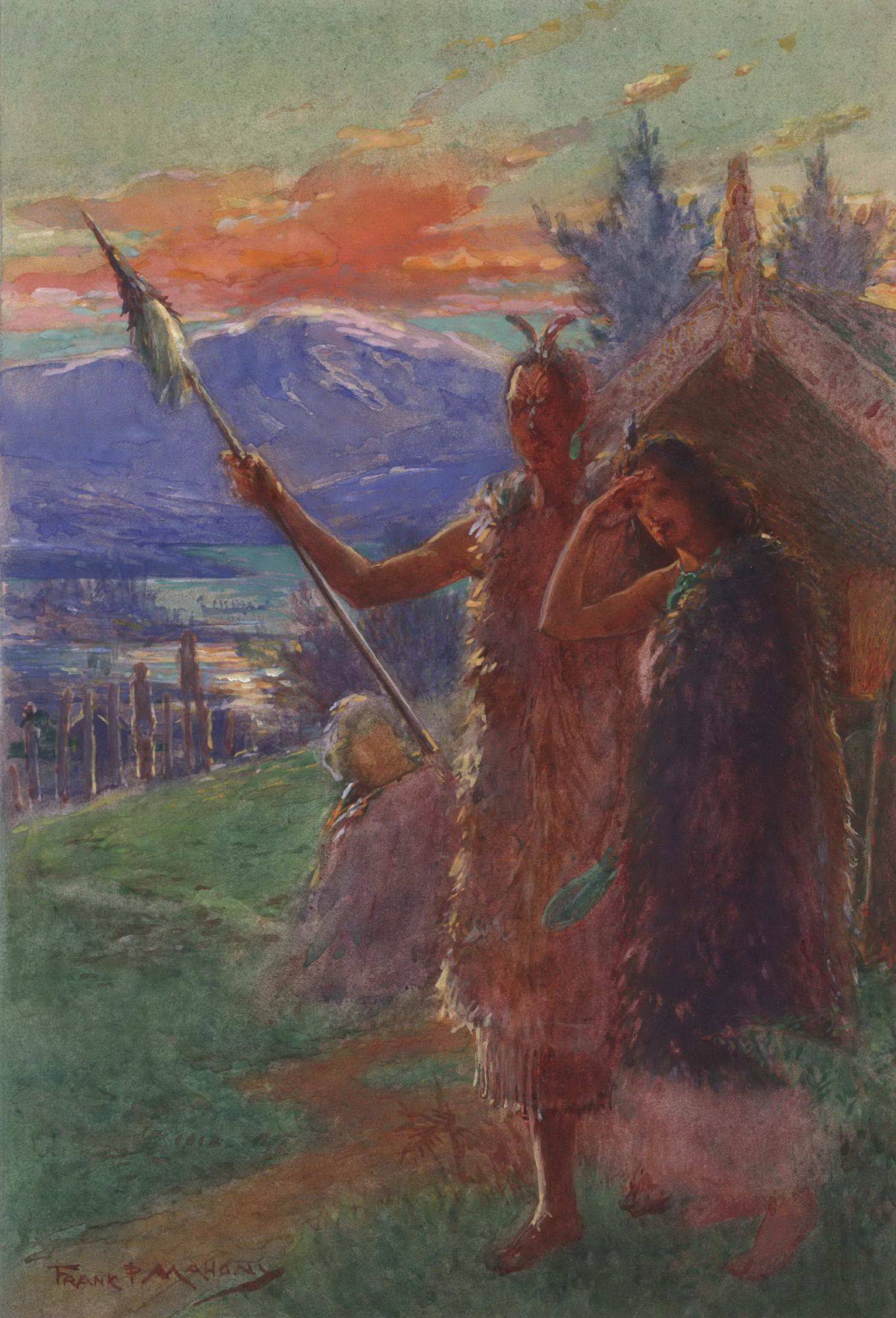
マオリ (c.1900)
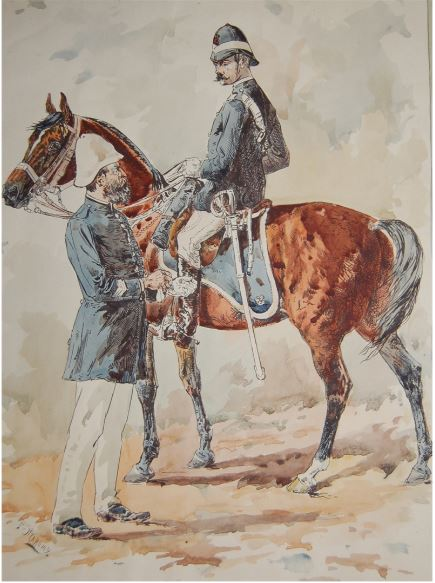
騎馬警官
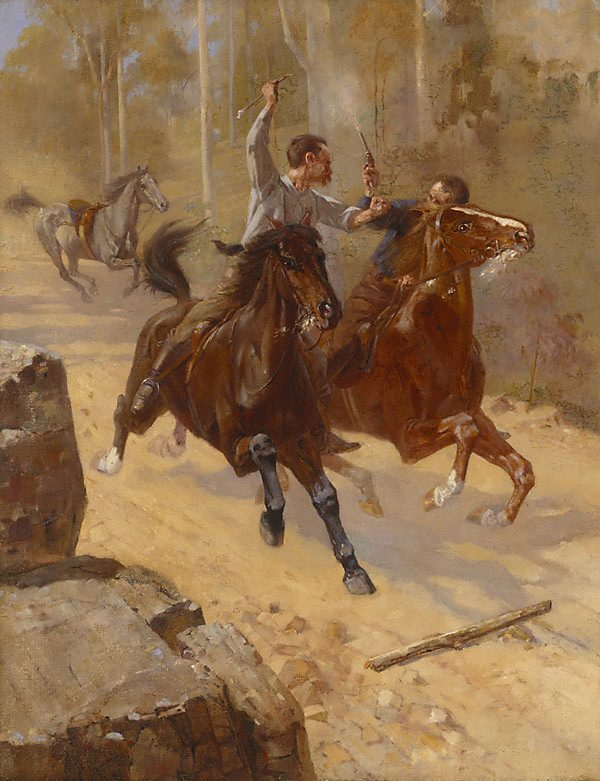
As in the days of old (1892)
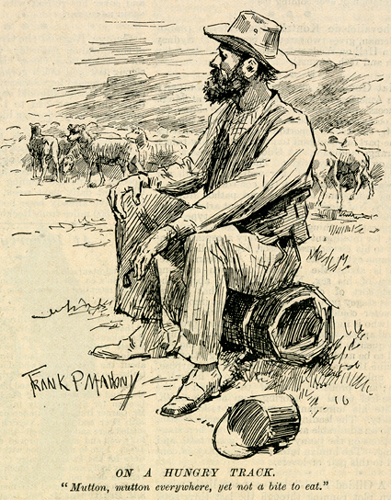
雑誌挿絵

## 関連図書
- William Moore, The Story of Australian Art (2 vols.), Angus & Robertson (1980) ISBN 978-0-207-14284-0
- Patrick Scott Cleary, Australia's Debt to Irish Nation Builders, Angus & Robertson (1933)
- George Augustine Taylor, Those Were the Days; being Reminiscences of Australian Artists and Writers, (1918)
- Frank P. Mahony (1862-1916) Colonial Artist, exhibition catalogue, Josef Lebovic Gallery (1983)